# Keith Fletcher
Keith William Robert Fletcher, OBE (* 20. Mai 1944 in Worcester, Vereinigtes Königreich) ist ein ehemaliger englischer Cricketspieler, der zwischen 1968 und 1982 für die englische Nationalmannschaft spielte.

## Aktive Karriere
Fletcher gab sein First-Class-Debüt in der Saison Saison 1962 und spielte in der Folge für Essex. Sein Debüt in der Nationalmannschaft absolvierte er im Juli 1968 gegen Australien in Leeds. Dabei war eigentlich der für Yorkshire spielende Phil Sharpe von der Öffentlichkeit erwartet worden, der als deutlich besserer Feldspieler galt und Fletcher einen kühlen Empfang bereitete. Im folgenden Winter wurde er mit auf die Überseetour nach Pakistan mitgenommen und erreichte dort im ersten Test ein Fifty über 83 Runs. Auch in den folgenden beiden Jahren verblieb er im Team, konnte jedoch nicht herausstechen. Im Januar 1971 erzielte er dann in Australien erneut ein Fifty über 80 Runs. Auch war er bei der Tour Teil des ersten ODI das je ausgetragen wurde. Doch verblieb er in der Folge der Tour schwach und spielte nur einen Test in der Ashes-Series 1972. In der ODI-Serie dieser Tour konnte er dann ein Fifty über 60 Runs erzielen. So wurde er wieder auf die Touren in Südasien im folgenden Winter mitgenommen. Dort konnte er nachdem die ersten beiden Tests der Serie in Indien enttäuschend verliefen zunächst im dritten (97* Runs) und vierten Spiel (58 Runs) der Serie je ein Fifty erzielen. Im fünften Test konnte er dann mit 113 Runs aus 259 sein erstes internationales Century erzielen, womit er jedoch nicht die Serienniederlage vermeiden konnte. Weiter reiste das Team nach Pakistan, wo er in jedem der drei Tests je ein Fifty (55, 78 und 54 Runs) erreichte, was jedoch nicht dazu ausreichte etwas am 0–0 Unentschieden der Serie zu erreichen.
Der Sommer 1973 folgte zunächst eine Tour gegen Neuseeland, wo ihm im zweiten Test ein Century über 178 Runs aus 380 Bällen erzielte und so das Remis sicherstellte. Im dritten Spiel der Serie gelang ihm ein weiteres Fifty über 81 Runs. Bei der folgenden Tour gegen die West Indies erzielte er im zweiten Test ein (52 Runs) und im dritten Test zwei (68 und 86* Runs) weitere Fifties. Auch in der ODI-Serie konnte er im abschließenden dritten Spiel ein Half-Century (63 Runs) erreichen. In der Saison 1973/74 kam es zum Gegenbesuch in den West Indies, wo er im ersten Test ein Century über 129* Runs aus 357 Bällen erreichte, womit er die Niederlage verhindern konnte. Im Sommer 1974 traf er mit dem Team auf Indien und ihm gelang im ersten Test erneut ein Century über 123* Runs aus 289 Bällen, mit denen er den Sieg einleitete. Im dritten Spiel der Serie konnte er nochmal ein Fifty (51 Runs) erzielen und England gewann die Serie mit 3–0. In den zugehörigen ODIs erreichte er ein Fifty (55* Runs) und wurde als Spieler des Spiels und der Serie ausgezeichnet. Daran schloss sich eine Test-Serie gegen Pakistan an. Diese eröffnete er mit einem Fifty über 67* Runs, womit er half das Remis zu sichern. Im dritten Test konnte er dann ein weiteres Century über 122 Runs aus 377 Bällen beisteuern, doch endete auch diese Partie in einem Remis.
Im Winter 1974/75 erzielte er im fünften Test in Australien ein Fifty über 63 Runs. Im abschließenden sechsten Test formte er mit Mike Dennes eine Partnerschaft und leitete so mit einem Century über 146 Runs aus 424 Bällen den einigen Sieg der Tour ein. Daraufhin reiste er mit dem Team nach Neuseeland, wo er im ersten Test ein Double-Century über 216 Runs aus 413 Bällen den Innings-Sieg einleitete. Im Sommer 1975 wurde der erste Cricket World Cup ausgetragen. Dieses eröffnete er mit einem Fifty über 68 Runs gegen Indien. Im zweiten Spiel gegen Neuseeland konnte er ein Century über 131 Runs aus 147 Bällen beisteuern, wofür er als Spieler des Spiels ausgezeichnet wurde. England erreichte das Halbfinale, wo man gegen Australien unterlag. In der daraufhin stattfindenden Ashes-Serie erzielte er bei der Innings-Niederlage im ersten Test ein Fifty über 51 Runs und war so im zweiten Innings der einzige des englischen Teams der Widerstand leistete. Doch erhielt er nur einen weiteren Einsatz in der verbliebenen Serie. Auch im folgenden Jahr erhielt er dann keinen Einsatz mehr im Team. Im Winter 1975/76 erzielte er ein Fifty über 58* Runs gegen Indien im fünften Test. Nach der Saison wurde er aus dem Kader gestrichen. Er konnte daraufhin als Kapitän in Essex herausstechen und führte das Team in der Saison 1979 zu ihrem ersten County-Titel.
Als Mike Brearley als Kapitän im Jahr 1981 zurücktrat, wurde Fletcher von den Selektoren als Kapitän für die Tour in Indien wieder zurückgeholt. Doch verlief die Tour nicht gut für das Team. Er selbst erzielte ein Fifty (51 Runs) im dritten und zwei weitere im vierten Test (69 & 60* Runs). Für letzteres wurde er als Spieler des Spiels ausgezeichnet, doch verlor man die Serie mit 1–0. In der ODI-Serie erreichte er ein weiteres Fifty über 69 Runs. Sein einziger Test-Sieg als Kapitän erfolgte beim anschließenden Test in Sri Lanka. Währenddessen bereiteten sich wichtige Spieler seines Teams für die Rebel Tour in Südafrika vor, wobei er sich aus Pflichtbewusstsein für England und Essex dagegen entschied diesem beizutreten. Nach der Saison wurde er von seinem Jugendheld und nun als Vorsitzender des Selektoren-Komitees arbeitenden Peter May entlassen. Er spielte in der Folge weiter für Essex. In den Saisons 1983 und 1984 führte er das Team erneut zum Gewinn der County Championship, bevor er die Kapitänsrolle an Graham Gooch abgab. Sein letztes First-Class-Spiel für Essex bestritt er dann im Jahr 1988.

## Nach der aktiven Karriere
Ab 1993 arbeitete er als Teammanager und Coach der englischen Nationalmannschaft. Doch war er Glücklos, wurde unter anderem für die schwachen Leistungen bei der Ashes Tour 1994/95 verantwortlich gemacht. Kurz darauf wurde sein Fünfjahresvertrag vorzeitig beendet. In der Folge coachte er bis 2001 Essex und verblieb danach in dessen Trainerstrukturen.